# Astrozytom
Als Astrozytome werden mehrere Hirntumoren mit astrozytärer Differenzierung bezeichnet. Im engeren Sinne ist mit dem Begriff vor allem das Astrozytom, IDH-mutiert gemeint.
Weitere Gliome mit „Astrozytom“ als Namensbestandteil sind:
- Diffuses Astrozytom, MYB- oder MYBL1-alteriert
- Pilozytisches Astrozytom
- Hochgradiges Astrozytom mit piloiden Merkmalen
- Pleomorphes Xanthoastrozytom
- Subependymales Riesenzellastrozytom
- Desmoplastisches infantiles Gangliogliom / desmoplastisches infantiles Astrozytom (DIG/DIA)